# Blindia brachystegia
Blindia brachystegia är en bladmossart som beskrevs av Dixon in R. A. Dyer 1939. Blindia brachystegia ingår i släktet blindior, och familjen Seligeriaceae. Inga underarter finns listade i Catalogue of Life.